# Fuselatge autosostingut
Un fuselatge autosostingut, cos autosostingut o cos portant és un tipus d'aeronau amb ales fixes en la qual el fuselatge o cos principal de l'aeronau produeix la força de sustentació. A diferència d'una ala voladora, que és un ala amb un fuselatge mínim o inexistent, un fuselatge sustentador pot ser imaginat com un fuselatge que gairebé no posseeix ales. Mentre que en una ala voladora s'intenta maximitzar l'eficiència de creuer a velocitats subsòniques mitjançant l'eliminació de les superfícies que no aporten a la sustentació, en els fuselatges de sustentació en general es minimitza la força d'arrossegament i l'estructura de l'ala per a vols a velocitat subsònica, supersònica, i hipersònica, o en la reentrada atmosfèrica de naus espacials. Tots aquests règims de vol signifiquen desafiaments per a l'estabilitat del vol.
Els conceptes avançats d'avió espacial en la dècada de 1990 i 2000 va fer ús de dissenys de fuselatge autosostingut. Alguns exemples inclouen el HL-20 Personnel Launch System (1990) i l'avió espacial Prometheus (2010). El Dream Chaser, una extensió de la tecnologia del HL-20, està en desenvolupament com un dels tres vehicles que podrien transportar persones nord-americanes a l'Estació Espacial Internacional.

## Altres fonts
- McPhee, John (1973), The Deltoid Pumpkin Seed; ISBN 0-374-51635-9. (Story of the Aereon, a combination aerodyne/aerostat, a.k.a. hybrid airship.)